# シリコンコースト
シリコンコースト (Silicon Coast) は、マイアミの沿岸部一帯のハイテクパーク。

## 概要
フロリダ州のマイアミ周辺は年中、温暖な気候で富裕層が多く住む為、資金調達に有利な環境にあり、ケネディ宇宙センターをはじめとする航空宇宙産業もあり、ニューヨーク州やカリフォルニア州に比べて人口規模が大きい割に土地が比較的安く、コスト競争力がある事が利点で近年ではそのような地域の特性を活かしてシリコンバレーと並び、航空宇宙産業、半導体、コンピュータ、電子部品産業などの企業の集積地を形成しており、フロリダ大学の人材供給力や研究開発力による産学連携によって新技術が開発されつつある。地元の自治体は新興企業に対して優遇税制等で支援する。近年は州外からも拠点として進出したり、起業が相次ぎ、地域経済の活性化に一役かっている。